# Aliança Popular de les Illes Balears
Aliança Popular de les Illes Balears fou la branca de les Illes Balears d'Alianza Popular, un partit polític d'ideologia liberal-conservadora que estigué en actiu des del 1976 fins al 1989, en què es transformà en el Partit Popular.
A les eleccions generals espanyoles de 1977, es presentà al Congrés i al Senat però no aconseguí cap escó (8,8% dels vots). El 1979 impulsà amb altres partits de centredreta la Coalició Democràtica, amb què es presenta a les eleccions generals espanyoles de 1979, i tampoc aconseguí representació.
A les eleccions locals i preautonòmiques de 1979, obtingué regidors a alguns pobles però el seu candidat a Palma, Gabriel Cañellas, obtingué només el 2,9% dels vots. Això dugué el partit a una crisi fins que el desembre del 1979, la direcció de Madrid designà Cañellas com a president d'una comissió gestora. El primer congrés d'AP-Balears fou el juny de 1980 a Felanitx i Cañellas fou elegit president del partit, càrrec que ja no deixaria fins al canvi de nom d'aquest el 1989.
A les eleccions generals espanyoles de 1982, obtengué el 35,7% dels vots, desplaçant a la UCD com la candidatura més important de la dreta i, a les primeres eleccions al Parlament de les Illes Balears, ja aconseguí ésser la candidatura més votada amb un 35,6% dels vots i aconseguí la presidència del Govern Balear.

## Denominacions electorals
- Eleccions generals espanyoles de 1977: Aliança Popular
- Eleccions generals espanyoles de 1979: Coalició Democràtica
- Eleccions generals espanyoles de 1982: AP-PDP
- Eleccions al Parlament de les Illes Balears de 1983: AP-PDP-UL
- Eleccions generals espanyoles de 1986: Coalició Popular
- Eleccions al Parlament de les Illes Balears de 1987: AP-PL

## Font
Dolç i Dolç, Miquel (coord.). Gran Enciclopèdia de Mallorca. Volum 1.  Palma: Promomallorca, p. 115-117. ISBN 84-8661702-2.